# Samuel Skragge
Samuel Skragge, adlad Skraggenstierna, född cirka 1660 i Stockholm, död 1718 i Hamburg, var en svensk läkare. Han adlades 1710 av Karl XII i Turkiet men blev aldrig introducerad på Riddarhuset i Stockholm.

## Biografi
Samuel Skragge var son till kyrkoherden Elavus Andreæ Skragge och Catharina Samuelsdotter Wallenia samt dotterson till Samuel Andræ Grubb och dotterdotters son till ärkebiskop Olaus Martini. Efter studier vid Uppsala universitet begav han sig utrikes och blev 1684 medicine doktor sedan han i Franeker, Nederländerna, försvarat Dissertatio medica de hæmorrhagia och De Paralysi samma år. Hemkommen till Sverige blev han 1685 provincialmedicus i Västmanland och var verksam vid surbrunnar, om vilka han skrev 1688 och 1701. I den egenskapen hade han år 1700 att undersöka en hälsokälla i nuvarande Sala kommun, vilken kan köpte med tillhörande mark och byggnader samt lät där uppföra Sätra hälsobrunn. Från 1692 till 1698 ägde han apoteket i Nyköping. Skragge utsågs 1706 livmedicus till Karl XII varmed han deltog i slaget vid Poltava och kalabaliken i Bender. Under tiden i Turkiet kom han i kontakt med smittkoppsympningen, och på Skraggenstiernas och kungens initiativ tillkom 1713 den möjligen första europeiska skriften i ämnet. Efter kalabaliken i Bender adlades han med namnet Skraggenstierna, men tog aldrig introduktion på Riddarhuset. Han upptäckte 1715 en hälsokälla i  Lünekloster vid Lüneburg, och kvarstannade där till sin död 1718 som slöt ätten.
Skraggenstierna var gift med  Margareta Krabbenhortz. Paret fick ett barn, en dotter som avled i ung ålder. Skraggenstierna kom därmed själv att sluta sin adliga ätt.